# Benjamin Bathurst (dyplomata)
Benjamin Bathurst (ur. 18 marca 1784, zm. 1809?) – brytyjski dyplomata, który w tajemniczy sposób zaginął w Niemczech w czasie wojen napoleońskich. Był trzecim synem Henry’ego Bathursta, anglikańskiego biskupa Norwich.

## Kariera dyplomatyczna
Benjamin Bathurst podjął służbę w dyplomacji w bardzo młodym wieku, z polecenia brytyjskiego legata w Livorno. W roku 1805 ożenił się z Phillidą Call, córką sir Johna Calla, kornwalijskiego posiadacza ziemskiego i baroneta.
W roku 1809 został wysłany do Wiednia, jako łącznik brytyjski przy austriackim dworze cesarskim, przez swego krewnego, Henry’ego Bathursta, p.o. ministra spraw zagranicznych. Jego zadaniem było uczestniczyć w odnowieniu brytyjsko-austriackiego przymierza i zachęcić cesarza Franciszka II do wypowiedzenia wojny Francji, co cesarz zrobił w kwietniu.
W rezultacie błyskawicznej kampanii Napoleona Austriacy zostali zmuszeni do opuszczenia Wiednia i wystąpienia z prośbą o pokój po ciężkiej klęsce zadanej im przez Francuzów w bitwie pod Wagram w lipcu 1809 roku. Bathurst został natychmiast odwołany do Londynu i uznał, że najbezpieczniejszą dlań trasą będzie droga na północ i zaokrętowanie w porcie w Hamburgu.

## Zaginięcie
25 listopada 1809 roku Bathurst i jego niemiecki asystent, Herr Krause, podróżujący powozem jako „Baron Koch” i „Fischer”, zatrzymali się w miejscowości Perleberg, na zachód od Berlina.
Po zamówieniu świeżych koni w stacji pocztowej, Bathurst i jego towarzysz poszli do pobliskiej oberży „Biały Łabędź”, gdzie – po zjedzeniu obiadu – Bathurst spędził kilka godzin na pisaniu listów w niewielkim pokoiku wynajętym przezeń od oberżysty. Wyjazd się opóźniał i nie wcześniej niż o godz. 21.00 zostali powiadomieni, że konie są właśnie zaprzęgane do powozu. Bathurst natychmiast wyszedł z pokoju, a w kilka minut po nim Krause, którego ogromnie zaskoczyło, że Bathursta nie było ani w powozie, ani nigdzie indziej.
Taki wypadek nie był niczym nadzwyczajnym w czasach, gdy na drogach grasowali bandyci, francuscy maruderzy i niemieccy rewolucjoniści. W dodatku, napady i zabójstwa na zwykłych podróżnych (a Bathurst takiego udawał) mało kogo obchodziły, szczególnie że w Prusach władze uległy kompletnej decentralizacji.
Wieść o zniknięciu Bathursta dotarła do Anglii po kilku tygodniach, gdy Krause dotarł do Hamburga, wsiadł na statek i wylądował w Harwich. W pierwszych dniach grudnia ojciec Bathursta, biskup Norwich, został wezwany przez Arthura Wellesleya (późniejszego księcia Wellington) do Apsley House, gdzie Wellesley powiadomił biskupa o zaginięciu syna.
Żona Bathursta, Phillida, natychmiast wyruszyła do Niemiec na poszukiwanie męża, a towarzyszył jej podróżnik niemiecki Heinrich Röntgen. Po przybyciu do Perlebergu dowiedzieli się, że miejscowe władze zajęły się sprawą i że dochodzenie prowadzi kapitan von Klitzing. Kiedy Klitzing dowiedział się o zniknięciu Bathursta, natychmiast zmobilizował lokalną policję i podjął energiczne śledztwo, zakładając wszakże, że Anglik zniknął, bo sam tego chciał. Niemniej jednak już 26 listopada rozpoczęto sondowanie rzeczki Stepnitz, a jednocześnie władze cywilne nakazały dokładne przeszukanie wioski. 27 listopada znaleziono futro Anglika – warte 200-300 pruskich talarów – w zabudowaniach gospodarczych rodziny Schmidtów. Następnie, 16 grudnia, dwie starsze kobiety z Quitzow, pięć kilometrów na północ od Perlebergu, znalazły spodnie Bathursta.
Śledztwo wkrótce wykazało, że niejaki August Schmidt pracował jako stajenny w „Białym Łabędziu” w nocy zaginięcia Bathursta, a jego matka, która również pracowała w oberży, była tą osobą, która zagarnęła futro Anglika. Niejaka frau Kestern, kobieta pracująca w pobliskiej kawiarni, zeznała po latach, że wkrótce po przybyciu Bathursta August Schmidt przybiegł pytając ją, gdzie przybysz się udaje, a następnie pognał za nim z (przypuszczalnie) zamiarem zabicia.
Wyznaczona została nagroda w wysokości 500 talarów dla każdego, kto wskaże ślad, ale zgłaszali się po nią tylko ludzie dostarczający fałszywych informacji.
W marcu pani Bathurst przeprowadziła, na własny koszt, akcję ponownego przeszukania Perlebergu, w czym wzięły udział również psy policyjne, ale bez rezultatu. Wówczas udała się do Berlina, a następnie do Paryża, gdzie uzyskała nawet audiencję u cesarza w nadziei, że ten coś wie o jej mężu. Napoleon zapewnił ją jednak, że cała sprawa jest mu całkowicie obca.

### Doniesienia prasowe
W styczniu roku 1810 brytyjska i francuska prasa – powiadomione o sprawie – podjęły debatę na ten temat. The Times opublikował artykuł, wkrótce powielony przez inne brytyjskie gazety:

Istnieje wiele powodów, by przypuszczać, że śmierć pana Bathursta, ostatniego naszego łącznika z dworem cesarza Austrii, w wersji podanej przez „Dziennik Paryski”, nie godzi się z faktami. W wiadomościach z Berlina podano, że 10 grudnia pan Bathurst, w przypływie szaleństwa, odebrał sobie życie w wiosce Perleberg. Tymczasem, z informacji uzyskanych przez nas w ciągu ostatnich kilku dni wynika, że całą winę za zniknięcie lub śmierć pana Bathursta ponosi rząd francuski. Wiadomo powszechnie, że pan Bathurst wyjechał z Berlina z paszportem wydanym przez rząd Prus, że był zdrowy tak na ciele, jak i umyśle. Udawał się do Hamburga, ale nigdy doń nie dotarł. W jakimś mieście, w pobliżu terytorium Francji, został schwytany, jak się wydaje, przez francuskich żołnierzy. Co nastąpiło później, nie wiemy. Jego spodnie znaleziono niedaleko miejsca, w którym nań napadnięto, a w kieszeni znajdował się list do żony, nic więcej. Rząd Prus, po otrzymaniu danych wywiadowczych, wyraził najgłębsze współczucie i wyznaczył nagrodę za znalezienie ciała. Nic to jednak nie dało.

Prasa francuska odpowiedziała w podobnym tonie. Le Moniteur Universel pisał:

Tylko Anglia, jedyna wśród cywilizowanych narodów, płaci terrorystom i wspiera zbrodniarzy. Jak widzimy na przykładzie Berlina, gdzie pan Bathurst najwyraźniej odszedł od zmysłów. Ale taki jest zwyczaj w brytyjskim ministerstwie spraw zagranicznych – powierzać misje zagraniczne najgłupszym osobnikom, jacy w tym kraju wyrośli. Brytyjski korpus dyplomatyczny jest widocznym przykładem ogólnego szaleństwa.

### Odkrycie z roku 1852
W dniu 15 kwietnia 1852 roku, podczas wyburzania domu przy ulicy Hamburg w Perleberg, 300 kroków od „Białego Łabędzia” znaleziono szkielet mężczyzny. Na potylicy widoczny był ślad uderzenia ciężkim narzędziem. Górna szczęka była nienaruszona, ale jeden z zębów trzonowych nosił ślady interwencji dentysty. Właściciel domu, Kiesewetter, kupił posiadłość w roku 1834 od Christiana Mertensa, który pracował w „Białym Łabędziu” w czasie zaginięcia Bathursta.
Siostra Bathursta, Thistlethwaite, udała się do Perleberg, ale i ona nie była w stanie stwierdzić, czy czaszka tam znaleziona należy do jej brata.

## Bathurst w sztuce
Benjamin Bathurst jest jednym z bohaterów powieści Waldemara Łysiaka Szachista.